# Romain (Jura)
Romain ist eine französische Gemeinde mit 237 Einwohnern (Stand: 1. Januar 2022) im Département Jura in der Region Bourgogne-Franche-Comté. Sie gehört zum Arrondissement Dole und zum Kanton Authume. 

## Geographie
Romain grenzt im Nordwesten an Étrabonne und Mercey-le-Grand, beide im Département Doubs. Die Nachbargemeinden im Département Jura sind Le Petit-Mercey, Louvatange, Gendrey, Taxenne und Rouffange.
An der Grenze zur Nachbargemeinde Mercey-le-Grand entspringt das Flüsschen Arne, das zum Doubs entwässert.

## Bevölkerungsentwicklung
| Jahr                       | 1962 | 1968 | 1975 | 1982 | 1990 | 1999 | 2008 | 2017 |
| -------------------------- | ---- | ---- | ---- | ---- | ---- | ---- | ---- | ---- |
| Einwohner                  | 110  | 110  | 96   | 101  | 132  | 140  | 207  | 204  |
| Quellen: Cassini und INSEE |      |      |      |      |      |      |      |      |